# Wilhelm Lübke
Wilhelm Lübke, född den 17 januari 1826 i Dortmund, död den 5 april 1893 i Karlsruhe, var en tysk konsthistoriker.

## Biografi
Lübke blev 1857 lärare i arkitekturens historia vid Berlins arkitektskola, 1861 professor i konsthistoria vid Polyteknikum i Zürich, 1866 vid Polyteknikum och konstskolan i Stuttgart och 1885 vid Karlsruhes tekniska högskola. Han var också föreståndare för storhertigliga målnings- och skulpturgalleriet i sistnämnda stad. Lübkes staty restes 1905 i Karlsruhe.
Lübkes skrifter vann anseende genom innehållets grundlighet samt den säkra, klara uppställningen. Här kan nämnas Geschichte der Architektur (1855, flera upplagor; "Arkitekturens historia", 1871), Grundriss der Kunstgeschichte (1860, 12:e upplagan, bearbetad av Semrau och Haack, 1899-1905; "De bildande konsternas historia", 1872) och Geschichte der Plastik (1863). 
Därtill kom Geschichte der Renaissance in Frankreich (1868; 2:a tillökade upplagan 1885), Geschichte der Renaissance in Deutschland (1873; 2:a upplagan 1881-82), vilka två sistnämnda arbeten bildade 5:e bandet av Kuglers "Geschichte der Baukunst", Geschichte der italienischen Malerei vom 4. bis ins 16. Jahrhundert (1878-79), Rafaels Leben und Werke (1882), Bunte Blätter aus Schwaben (1885), Geschichte der deutschen kunst (1888) och Lebenserinnerungen (1891). År 1895 utgavs Lübkes brev till Hermann Kestner 1846-59.